# NGC 1279
NGC 1279 je galaksija u zviježđu Perzej.

## Vanjske poveznice
- SEDS: NGC 1279